# Festival du cinéma russe à Honfleur 2019
Le Festival du cinéma russe à Honfleur 2019, 27e édition du festival, se déroule du 19 au 24 novembre 2019.

## Déroulement et faits marquants
La 27e édition du festival présente huit films en compétition et propose hors compétition des films sur le thème de la famille.
Le 23 novembre 2019, le palmarès est dévoilé : le film Un simple crayon de Natalia Nazarova remporte le prix du meilleur film et le prix du public alors que Nadejda Gorelova remporte le prix d'interprétation pour ce même film. Elena Susanina reçoit aussi le prix d'interprétation pour son rôle dans Le Kérosène. Alexandre Petrov et Ivan Yankovski remportent le prix d'interprétation masculine pour Texto. Le prix du meilleur scénario est remis à Texto de Klim Chipenko et le prix du meilleur premier film à Les Proches de Ksenia Zueva.

## Jury
- Gérard Krawczyk (président du jury), réalisateur
- Julie Delarme, journaliste
- Aline Issermann, réalisatrice
- Guy Konopnicki, journaliste
- Marie-Pierre Thomas, scénariste

## Sélection

### En compétition
- Dans le port du Cap (В Кейптаунском порту) d'Alexandre Veledinski
- Il était une fois dans l'Est (Однажды в Трубчевске) de Larissa Sadilova (ru)
- L'éléphant (Элефант) de Alexeï Krasovski
- Le Kérosène (Керосин) de Yousoup Razykov
- Le loup imaginaire (Мысленный волк) de Valeria Gaï Germanica
- Texto (Текст) de Klim Chipenko
- Un dimanche (Воскресенье) de Svetlana Proskourina
- Un simple crayon (Простой карандаш) de Natalia Nazarova

### Film d'ouverture
- Divorçons (Давай разведемся) de Anna Parmas

### Panorama: regards sur le passé
- La danse du sabre (Танец с саблями) de Yousoup Razykov
- Leaving Afghanistan (Братство) de Pavel Lounguine
- Le Taureau (Бык) de Boris Akopov
- L'Humoriste (Юморист) de Mikhaïl Idov
- Une jeunesse russe (Мальчик русский) de Alexandre Zolotoukhine

### Panorama: la famille aujourd'hui
- La petite sœur (Сестренка) d'Alexandre Galibine
- Les Proches (Близкие) de Ksenia Zueva
- Les Van Gogh (Ван Гоги) de Sergueï Livnev

### Panorama: la famille dans les grands classiques deMosfilm
- La Fille américaine (Американская дочь) de Karen Chakhnazarov
- Le Miroir (Зеркало) de Andreï Tarkovski
- Oncle Vania (Дядя Ваня) de Andreï Kontchalovski
- La Parentèle (Родня) de Nikita Mikhalkov

## Palmarès
- Prix du meilleur film : Un simple crayon de Natalia Nazarova
- Prix du meilleur scénario : Texto de Klim Chipenko
- Prix du meilleur acteur (ex-æquo) : Alexandre Petrov et Ivan Yankovski pour Texto
- Prix de la meilleure actrice : Nadejda Gorelova pour son rôle dans Un simple crayon et Elena Susanina pour son rôle dans Le Kérosène
- Prix du meilleur premier film : Les Proches de Ksenia Zueva
- Prix du public : Un simple crayon de Natalia Nazarova

### Autres prix
- Prix du meilleur documentaire (Attribué par la compagnie Cindédoc) :
- Prix du film le plus pacifique (attribué par le Fond Russe pour la paix de la région d'Ivanovo) :